# Publio Mucio Scevola (console 175 a.C.)
Publio Mucio, o Muzio Scevola  (latino: Publius Mucius Scaevola, vissuto nel II secolo a.C.; fl. II secolo a.C.), è stato un politico romano attivo durante l'epoca della Repubblica e probabilmente figlio di Quinto Mucio Scevola, pretore nel 215 a.C.

## Biografia
Fu eletto pretore nel 179 a.C. con il fratello Quinto . A Publio fu affidata la provincia urbana e la quaestio de veneficiis in città, con giurisdizione entro le dieci miglia dal centro cittadino.
Nel 175 a.C. fu eletto console con Marco Emilio Lepido e gli fu data come provincia la Liguria . Combatté e vinse contro alcune tribù di Liguri, che avevano razziato Luni e Pisa; per questo fu onorato con un trionfo, che viene ricordato anche da un frammento in marmo ritrovato nel foro romano.